# Чинето-Романо
Чинето-Романо (итал. Cineto Romano) — коммуна в Италии, располагается в регионе Лацио, в провинции Рим.
Население составляет 672 человека (2008 г.), плотность населения составляет 64 чел./км². Занимает площадь 11 км². Почтовый индекс — 20. Телефонный код — 0774.
Покровителем коммуны почитается святой Иоанн Креститель, празднование 29 августа.

## История
До 1882 коммуна была известная как Скарпа (возможно, получившая своё название от древнего племени Скаптия). Здесь находилось поместье семьи Орсини (с начала XI века). Они владели баронским замком, который позднее в XVI веке был продан семье Боргезе, коим и принадлежал до начала Второй мировой войны.

## Достопримечательности
Церковь Св. Иоанна Крестителя — здание с тремя нефами, строительство которого восходит к 1200 году. До сегодняшнего дня здание претерпело несколько значительных перестроек. Внутри, среди ликов святых выделяется холст с изображением святого Иоанна Крестителя в пустыне, написанный Винсентом Маненти.
Церковь Санта Марии делле Грацие — состоит из одного нефа, его строительство датируется 1227 годом, когда Святой Франциск Ассизский, путешествия в Субьяко, заложил здесь первый камень в основание церкви.
Замок барона — строительство датировано XI веком. Здание строгой средневековой крепостью, что стоит на холме с видом на село, построенное на его склонах, которые спускаются в живописную долину. Замок всегда был в центре истории и борьбы местных семей за господство над здешней областью. Сначала он принадлежал семье Орсини, позже был продан семье Боргезе.
Колодец Морж — полый тоннель под открытым небом, который погружается в землю на 50 м по горизонтали, а затем уходит на неустановленную глубину. Его происхождение остаётся загадкой. Некоторые считают, что он был создан природой и, следовательно, карстового происхождения, другие считаются его искусственным, хотя и не указывают цели, для которых он был вырыт. Колодец известен с древности — в летописи XVI века указывается, что колодец использовался в качестве тюрьмы.

## Экономика
Природа, красивый пейзаж, чистый воздух и многочисленные родники чистой воды сделали Чинето-Романо привлекательным местом для туристов, как иностранцев, так и итальянцев, которые приезжают сюда чтобы отдохнуть от неистового ритма больших городов.

## Демография
Динамика населения: